# 写生文
写生文（しゃせいぶん）は、写生によって物事をありのままに書こうとする文章。明治時代中期、西洋絵画由来の「写生」（スケッチ）の概念を応用して俳句・短歌の近代化を進めていた正岡子規が、同じ方法を散文にも当てはめて唱導したもので、子規・高浜虚子らによって『ホトトギス』誌を中心に発展し、近代的な日本語による散文の創出に大きな役割を担った。

## 歴史

### 成立

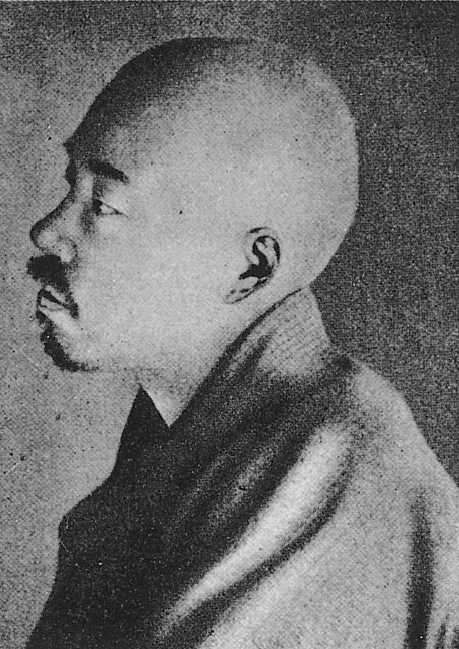
写生文運動を推進した正岡子規

写生文の嚆矢は1898年10月、『ホトトギス』第2巻第1号から分載された高浜虚子の随筆「浅草寺のくさぐさ」、同号に掲載された正岡子規の随筆「小園の記」「土達磨を毀つ辞」などにあったとされている。この号は『ホトトギス』が虚子の経営となり、発行所が松山から東京に移ったのちの最初の号であり、これらの随筆は『ホトトギス』編集の中心を担っていた子規と虚子が互いに相談した上で掲載したものと見られる。同年8月に松山から出た『ホトトギス』第1巻20号では、子規は発行所を東京へ移すということに触れ、今後は俳論・俳評・俳句だけでなく俳文や和歌・新体詩なども掲載すると書いており、上記の随筆は新しい俳文を作るという意識のもとで書かれたものだということが窺える。
上記の随筆のうち、「浅草寺のくさぐさ」は虚子が鉛筆と手帳を持って浅草寺に出かけ、実際の境内の情景を観察しつつ文章によって描写したもの、「小園の記」は子規が自宅の庭の様子を描出した随想である。いずれもまだ文語体で書かれているが、当時はちょうど、1890年頃から一時勢いを弱めていた言文一致運動が活気を取り戻してきた時期であり、子規も口語体が文語体よりも事物を詳しく描写するのに向いていることを認め、『ホトトギス』にも間もなく口語体によるこのような写生文が載り始めた。ただし、このような文に対し「写生文」という名称が定着するのは子規の晩年頃であり、当初は「美文」「小品文」「叙事文」などと呼ばれている。
1900年1月からは『日本』紙に子規の文章論「叙事文」が3回にわたって掲載され、「或る景色を見て面白しと思ひし時に、そを文章に直して読者をして己と同様に面白く感ぜしめんとするには、言葉を飾るべからず、誇張を加ふべからず、只ありのまゝ見たるまゝに」などとして自分の求める文章像を明らかにした。またこの前年ころより病床の子規を囲んでの文章会が始まっており、俳人や歌人が集まって互いに文章を練るようになった。この文章会は1900年に「文章には山（中心点）がなければならぬ」という子規の言葉によって「山会」と名付けられ、子規の病没（1902年）後も続けられた。この「山会」は『ホトトギス』の伝統となっており、何度かの中断を経て現代においても開催されている。

### 波及

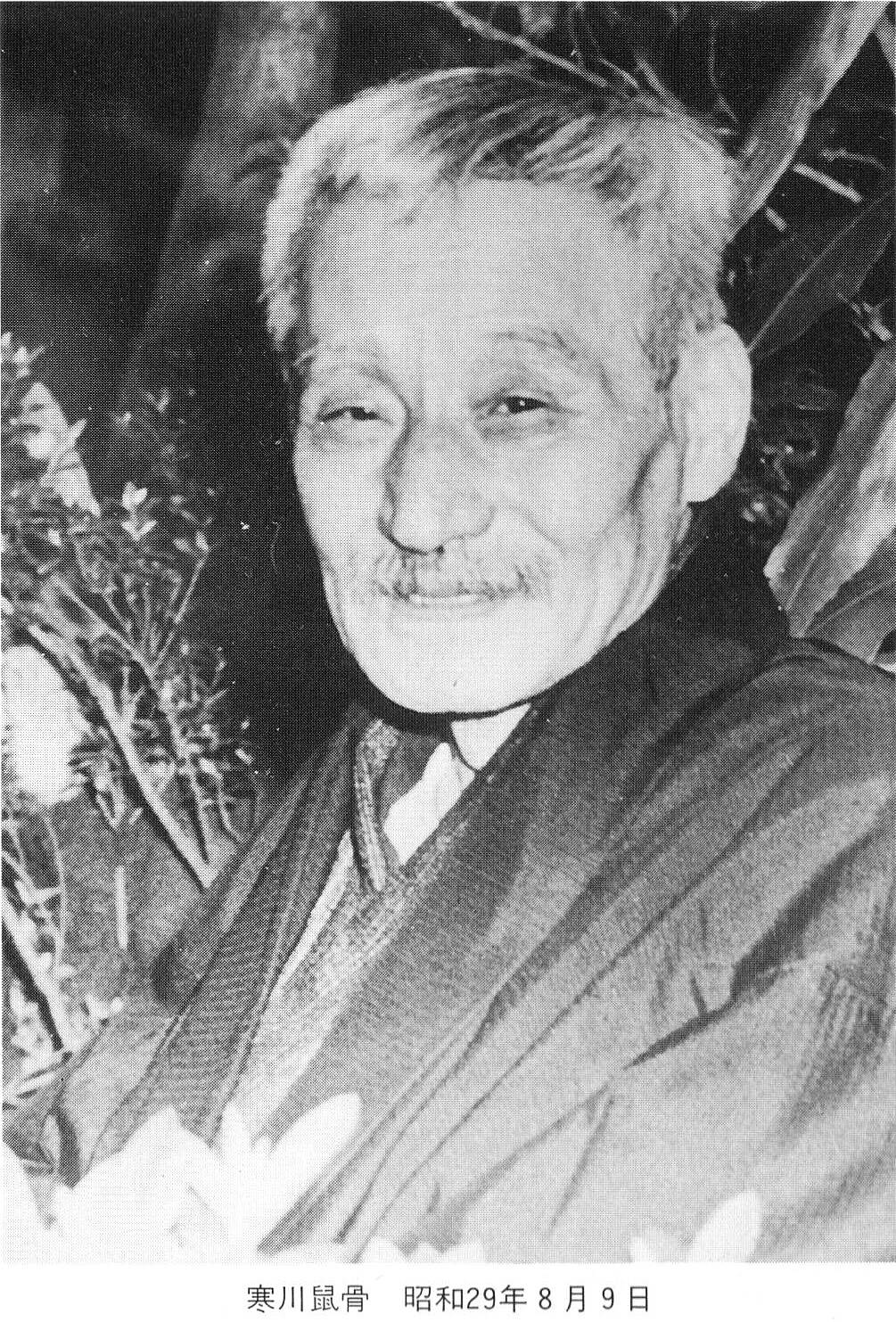
寒川鼠骨。獄中記「新囚人」によって写生文の名を高めた

初期の写生文の主な寄稿者には子規・虚子のほか、河東碧梧桐、内藤鳴雪、坂本四方太、松瀬青々、寒川鼠骨などがいた。特に鼠骨は自らの投獄体験をもとに「新囚人」（1901年）という写生文を書いて子規に激賞されており、『ホトトギス』にも掲載されたこの作品は写生文の名を高めた。また学者でもあった四方太は写生文の特徴を緻密に考察し、実作・理論の両面で写生文運動を牽引した。子規の没後には、鼠骨『写生文』、虚子編『写生文集』（ともに1903年）、又間安次郎『写生文と俳文』（1906年）、鼠骨『写生文の作法』、四方太編『続写生文集』（ともに1907年）と、写生文に関する書物が相次いで刊行され、これらによって写生文運動は一気に世の中に広がっていった。
上記のような子規周辺の人物による寄稿のほか、『ホトトギス』には「酒」「旅」「犬」など、毎号異なった題による短文の一般募集も行われており、これらの募集された文は『寒玉集』（1900年）などとして出版もされた。しかしこの短文募集はしだいにマンネリ化したため、1900年10月以降「趣味ある事実の写生」による日記文の募集に変更されている。この日記文には教師や学生をはじめ、会社員、婦女子、税官吏、技師など多様な人々からの寄稿があり写生文運動の広がりを示している。

夏目漱石は写生文の影響下で作家として出発した

1906年、子規のグループの俳人でもあった夏目漱石が『吾輩は猫である』で小説家としてデビューするが、この作品はもともと「山会」で発表された写生文であり、好評を受けて『ホトトギス』に掲載されたものである。漱石はのちに、描写対象と一定の距離をおいて書かれる写生文の特徴から「余裕派」という概念を生み出した。写生文運動の影響下で小説を書いたものには漱石・虚子のほかにも伊藤左千夫、長塚節などがおり「写生文派」とも呼ばれた。寺田寅彦、鈴木三重吉、野上弥生子といった作家・文章家も写生文運動の影響下から出発している。
明治40年代からは写生文は高等教育における作文指導に取り入れられるようになり、この流れはまたたく間に小学校の作文教育にまで広まっていった。この頃出た多くの一般向けの文章指南書の範例集といった実用書にも写生文が多数取り入れられ、文章上達の一分野として広く認知されていたことを示している。特に『ホトトギス』の読者には小学校教師が多かったことから、小学校の作文指導への影響は強かったものと見られ、この流れは「事実をありのままに書く」ということを主軸としてきた今日に至るまでの作文教育の源流をなしているものと考えられる。

## 特徴
写生文が登場した当時、日本ではすでに二葉亭四迷や山田美妙などによって言文一致体の文章が試みられていたが、彼らの文章はいまだ余分な修辞が多く、漢文や擬古文からの影響をまだ色濃く残したものであった。これらに対し特に口語体を用いた写生文は、事実を飾りなく書き連ねるということによって、読者に書き手の体験を書き手と同じ目線で追体験させるという、これまでの日本語の文章ではできなかったことを可能にした。美文の型から解放された写生文は実際の話し言葉により近いもので、深い教養を持たずとも万人が使用でき、かつどのような対象にも応用できる汎用性を持った新しい文体であった。
写生文運動の初期には「事実をそのままに書く」ということに特に重きが置かれていたが、子規はまた「読者を飽きさせないように書く」ということも強調しており、その目的のためには書くべき事柄を取捨選択すべきで、面白味もないことがらを長々と書くようなことはすべきでない、とも書いている（「叙事文」）。題材という観点から見れば、写生文においては日常の出来事、それも普段は気に留めないような瑣末な出来事にほぼ限られ、報道の素材となるような大事件や劇的な出来事は一般に避けられる。ただし書かれている内容のみから写生文を規定することは困難で、写生文は文芸ジャンルとしては「写生文として書かれた」という状況によって規定されるものでしかない。秋尾敏は、写生文とは文芸ジャンルでもある一方、読者を書き手と同じ位置に立たしめるような文章の書き方でもあり、したがって小説にも随筆にも応用できるものだとしている。
夏目漱石は「写生文」（1907年）というエッセイにおいて、写生文の特徴を「大人が小供〔ママ〕を視るの態度」によって書かれた文章であると概括し、描写対象に感情移入しながら書かれる小説家の文章と対置した。そして写生文の面白さを認めながらも、「二十世紀の今日こんな立場のみに籠城して得意になって他を軽蔑するのは誤っている。かかる立場から出来上った作物にはそれ相当の長所があると同時に短所もまた多く含まれている。作家は身辺の状況と天下の形勢に応じて時々その立場を変えねばならん。」と結論付けている。

## 評価
子規の写生文運動の価値をいち早く評価したのは柳田国男であった。柳田は子規が俳諧文学を応用し「文章と生活との結合」を実現したとして高い評価を与えている（「国語の管理者」1927年）。しかし一般の文学者の間では長く写生文の価値が理解されず、その文学史における重要性が広く認められるのは昭和の半ば、福田清人『写生文派の研究』（1971年）、北住敏夫『写生俳句及び写生文の研究』（1972年）が刊行されてからであった。前者は児童文学者鈴木三重吉を生み出したという点で、後者は夏目漱石の源流という点でそれぞれ写生文に注目して書かれた著作である。学者の著作としてはその後、相馬庸郎が『子規・虚子・碧梧桐―写生文派文学論』（1986年）において、上述のように柳田国男が早くから写生文を評価していたことを踏まえ、写生文運動を空想的な文学青年が支えた日本文学の潮流とは別の、柳田の言うところの「常民」の間に広まっていった運動として位置づけている。
また『写生文派の研究』が出版された1971年には、評論家の江藤淳が「リアリズムの源流 ―写生文と他者の問題」において写生文運動に注目しており、ここでは写生文運動を坪内逍遥や二葉亭四迷らが成しえなかった、のちの夏目漱石の登場に繋がる「活きた」文章を作り出したものとして論じている。子規の青春期を題材にして『坂の上の雲』を書いた司馬遼太郎は、子規全集の解説文（1976年）において、誰もがどのような目的にも使えるような共通性を持つ文章語を創造した文学者として漱石、鴎外と並んで子規を評価し、特に「山会」という場において「一つの言語社会に、その社会の他の諸要因も参加してついには共通文章語を成立させ」た子規に漱石以上の「密度の高い評価」を与えるべきであると書いた（「文章日本語の成立と子規」）。平成以降では、江藤の「リアリズムの源流」を踏まえ、日本語に差異化と多様性をもたらしたものとして写生文を論じた柄谷行人 「内面化されない他者性」（1992年）などが書かれている。